# UNESCO Courier
O Correio da UNESCO é uma revista online publicada pela Organização das Nações Unidas para a Educação, a Ciência e a Cultura, UNESCO. A revista está escrita jornalisticamente e cada questão parece em um único assunto de ângulos diferentes.

## História
A primeira edição foi publicada em 1948. De todos os periódicos publicados pelas Nações Unidas e seus institutos especializados, O Correio da UNESCO tem sempre ocupado o primeiro lugar pelo número de seus leitores e pela gama de sua audiência, conforme citado, em 1988, pelo jornalista americano Sandy Koffler, fundador e primeiro editor-chefe do Correio.
A revista tem mudado bastante ao longo dos anos, tanto em conteúdo quanto em sua forma. Mas ela mantém sua missão original de promover os ideais da UNESCO, manter uma plataforma para o diálogo entre as culturas e prover um fórum para o debate internacional.

## Reconhecimento
A versão impressa do Correio da UNESCO recebe admiração de seus fiéis leitores por décadas devido seu alto padrão jornalístico e por sua abordagem de opinião imparcial sobre as questões universais como alfabetização, direitos humanos, meio ambiente, cultura, ciências e artes.

## Leia o Correio
Disponível on-line desde março de 2006, O Correio da UNESCO oferece acesso gratuito a seus leitores espalhados por todo o mundo. A revista também está em PDF nas seis línguas oficiais da Organização (árabe, chinês, inglês, francês, russo e espanhol), e também em português e esperanto. Um número limitado de cópias impressas também é produzido, mas somente nas línguas oficiais.
- O Correio da UNESCO 2010 – em português
- O Correio da UNESCO – em inglês
- O Correio da UNESCO – em francês
- O Correio da UNESCO – em espanhol
- O Correio da UNESCO – em árabe
- O Correio da UNESCO – em chinês
- O Correio da UNESCO – em russo
- O Correio da UNESCO – em esperanto

Desde 2008, O Correio da UNESCO oferece acesso gratuito a seus artigos também em português:
- ARQUIVO 2008-2009

## Como assinar?
- Acesso gratuito on-line

## Editores-chefe
- Jasmina Sopova desde abril de 2007
- Enzo Fazzino 2006
- Vincent Defourny 2005
- Michel Barton 2002 - 2004
- J. Burnet 2000 - 2001
- John Kohut 1999 - 2000
- Sophie Bessis 1998
- Bahgat El Nadi et Adel Rifaat 1988 - 1998
- Édouard Glissant 1982-1988
- Jean Gaudin 1979 - 1982
- René Calloz 1977 - 1978
- Sandy Koffler 1951 - 1977
- Peter du Berg 1950
- Sandy Koffler 1948 - 1950